# 광휘고등학교
광휘고등학교(光輝高等學校)는 대한민국 경기도 광명시 소하동에 있는 공립 고등학교이다.

## 학교 연혁
- 2013년 2월 26일 : 광휘고등학교 설립 인가(30학급)
- 2013년 3월 1일 : 제1대 서예식 교장 취임
- 2013년 3월 5일 : 1학년 학생 302명 입학(남 150명, 여 152명)
- 2013년 11월 1일 : 제1회 개교 기념식
- 2013년 12월 27일 : 제1회 광휘 축제
- 2016년 2월 4일 : 제1회 졸업식 (298명 졸업)
- 2023년 3월 1일 : 제5대 홍미숙 교장 취임
- 2024년 1월 5일 : 제9회 졸업식(244명 졸업)
- 2024년 3월 4일 : 제12회 입학식(273명 입학)
- 2025년 3월 1일 : 제6대 장현문 교장 취임
- 2025년 3월 4일 : 제13회 입학식(219명 입학)

## 참고 자료
- 광휘고등학교 - 한국교육학술정보원 학교알리미